# Raul Mihail
Raul Mihail a fost un inginer chimist român , fondator al disciplinei reactoare chimice în România.

## Opere
- Estimarea secvențială aplicată sistemelor chimice (1986)
- Introducere în strategia experimentării, cu aplicații din tehnologia chimică (1976)